# بيلي ستون
بيلي ستون (بالإنجليزية: Billy Stone)‏ هو لاعب كرة قدم أمريكية أمريكي، ولد في 25 أكتوبر 1925 في بيوريا في الولايات المتحدة، وتوفي في 16 مايو 2004.

## وصلات خارجية
- بيلي ستون على موقع مرجع كرة القدم المحترفة.كوم (الإنجليزية)